# Pietro Lombardo
Pietro Lombardo (1435–1515) je bil italijanski renesančni kipar in arhitekt; rojen v Caroni (kanton Ticino). 
Bil je oče kiparjev  Tullia Lombarda in Antonia Lombarda.
V poznem 15. stoletju je Pietro Lombardo s pomočjo svojih sinov izklesal številne beneške grobnice. Te grobnice so bile grobnica  Danteja Alighierija, dožev Pasquala Malipiera in Pietra Moceniga. Bil je arhitekt in glavni kipar za cerkev Santa Maria dei Miracoli, Benetke (1481–1489) in cerkev sv. Joba v Benetkah. Svetnike in Devico Marijo je upodabljal tudi na stenah več drugih katoliških cerkva.

## Življenjepis
Bil je sin kamnoseka Martina da Carone. Od konca 19. stoletja nekateri znanstveniki pripisujejo priimek Solari, njegovega očeta pa identificirajo s kamnosekom, ki je bil dejaven v cerkvi San Francesco Grande v Milanu in nato na Isola Bella (jezero Maggiore). Vendar je bolj verjetno, da je bil oče tisti Martino di Giovanni, ki se je v prvi polovici 15. stoletja skupaj z drugimi pomembnimi umetniki vpisal v mariegolo Scuola di San Cristoforo v Benetkah. 
Lombardo se je nato oblikoval v Benetkah (»nenavadna« izobrazba, kot je sam navedel v dveh listinah iz let 1474 in 1479), nato pa se je leta 1450 preselil v Padovo. Takrat je beneško mesto preživljalo živahno umetniško sezono in je pritegnilo več umetnikov, kot sta Bartolomeo Vivarini ali Giovanni in Gentile Bellini. Prvo znano delo je po vsej verjetnosti kip Sveta Evfemija, ki ga je naročil Roberto de Mabilia za sostolnico Santa Maria Assunta v Irsiniju po modelu platna iste teme, ki ga je naročil pri Mantegni (danes v Museo nazionale di Capodimonte). Najpomembnejše delo padovanskega obdobja pa je nagrobni spomenik Antonia Rosellija (1464-1467) v baziliki sv. Antona, ki dokazuje poznavanje najsodobnejših florentinskih trendov Bernarda Rossellina in Desideria da Settignana. V tem obdobju se je začela tudi dejavnost, povezana z gradnjo, z deli za padovansko palačo Olzignani (1466-1468) in za izgubljeni dom Francesca Miglioranze (1466) in drugimi deli.
Konec 1460-ih se je preselil v Benetke, kjer je sodeloval pri marmorni okrasitvi kora v baziliki Frari (1468-1475), njegovo roko pa je verjetno prepoznati v cerkvenih očetih pod ambonom; v isti cerkvi je ustvaril tudi nagrobno ploščo Lorenza Dieda, ki izkazuje isti slog, ki ga zanimata nizki relief in bogata dekoracija. Mojstrovini prve beneške dejavnosti sta nagrobni spomenik doža Pasquale Malipiera (umrl leta 1461) v baziliki svetega Janeza in Pavla in prezbiterij cerkve sv. Joba, ki ga je kot grobišče želel dož Cristoforo Moro (umrl 1471), kjer pokaže vse svoje dekorativne sposobnosti in debitirata njegova sinova Tullio in Antonio. Corbellijev oltar v cerkvi sv. Štefana mora segati tudi v  1470-ta, od katerih so ostali trije kipi, ki prikazujejo sv. Nicola da Tolentino, sv. Girolamo in sv. Pavla. Ob smrti Nicola Gussonija (1478) je bila zgrajena kapela v cerkvi San Lio, ki je izpopolnila že tako izjemne rezultate cerkvi sv. Jobe in Palazzetto Gussoni Algarotti. Tudi proti koncu 1470-ih sta prispeli dve pomembni naročili: nagrobni spomenik doža Nicola Marcella (umrl leta 1474) za cerkev Santa Marina in danes sv. Janeza in Pavla ter nagrobni spomenik doža Pietra Moceniga (umrl leta 1476) za pročelje bazilike svetih Janeza in Pavla, pri čemer je slednja zagotovo močno vplivala tako zaradi svoje veličine kot zaradi temeljne poganske tematike. Med koncem desetletja in začetkom naslednjega se je njegova delavnica ukvarjala z okvirjem oltarne slike v cerkvi sv. Joba, ki si ga je verjetno zamislil Giovanni Bellini.
Od 1480-ih dalje sta njegova sinova, ki sta še naprej sodelovala v Pietrovih glavnih naročilih, v bistvu postala samostojna umetnika z osebnim slogom, ki se razlikuje od očetovega, kar je vidno na primer na pogrebnem spomeniku doža Andrea Vendramina. Vendar se zdi, da se Pietrova dejavnost ni ustavila, nasprotno, njegova slava je bila doslej neomajna, saj je do konca stoletja tako rekoč monopoliziral najpomembnejše naloge, z izjemo druge velike beneške delavnice, Antonia Rizza. Leta 1480 je pripravil načrt za refektorij cerkve Sant'Antonio di Castello. Pomembna naročila so leta 1483 prišla od ravenskega podeštata Bernarda Bemba: Dantejev spomenik, ki je danes v spominski stavbi, zgrajeni v 18. stoletju in dva stebra s podobama sv. Apolinarija in Marcusovega leva (slednji je uničen) na Piazza del Popolo. Med letoma 1481 in 1489 je zgradil cerkev Santa Maria dei Miracoli, zelo bogato marmorno dekoracijo in izjemno nenavadno, da je bila postavljena neposredno ob kanal, kot tudi za izolacijo na vseh straneh stavbe. Od leta 1485 se je z veliko udeležbo svojih otrok ukvarjal z gradnjo pogrebnega spomenika Giovanniju Dacre v stolnici v Trevisu, katere škof je bil, pa tudi pri dokončanju glavne kapele stolnice. Septembra 1486 pa se je nova kupola katastrofalno zrušila in Pietro se zaveže, da jo bo obnovil in povečal, kar zagotavlja prisotnost na gradbišču enega od dveh sinov. Drugi dve pomembni naročili tega desetletja sta zunanji atrij Scuola Grande di San Giovanni Evangelista (1481) in izgubljena kartuzijanska cerkev Sant'Andrea na otoku Certosa. Zdi se tudi, da je sodeloval pri nekaterih Codussijevih projektih, pri čemer je priskrbel materiale in skulpture v dekorativnih delih: Cerkev sv. Zaharije in kotna kapela v Santi Apostoli. Po drugi strani pa je gotovo sodelovanje pri rekonstrukciji Scuola Grande di San Marco po požaru leta 1485, za katero je skupaj z Giovannijem Buoro skrbel za kamnite dele in za katere je v osnovi oblikovalec fasade vsaj v prvem redu veljal za blizu tistemu pri Miracoli, medtem ko je od leta 1490 projekt prešel na Codussija in so se Langobardi omejili na dobavo okrasnega materiala. Delo se je v teh letih nadaljevalo tudi z gradnjo nekaterih oltarjev, med katerimi izstopa Cappella Colleoni v Bergamu, kjer pa je Petrova roka prepoznavna le v sv. Marku. Med številnimi langobardskimi civilnimi stavbami tistih let, ki jih ni mogoče pripisati, je tista, katere očetovstvo se zdi najverjetneje, palača Giovannija Daria.
Po propadu stolnice v Čedadu, ki jo je leta 1457 zgradil Bartolomeo delle Cisterne, ki se je zgodil leta 1502, je bil Pietro pozvan k obnovi in povečanju stavbe.

## V popularni kulturi
Pietro Lombardo je omenjen v vrstici 27 "Canto XLV avtorja Ezra Pound kot prvi na seznamu italijanskih renesančnih umetnikov, ki jih je Pound občudoval.